# Randevú Budapesten (film)
A Randevú Budapesten 1987-ben forgatott, 1989-ben bemutatott osztrák közreműködéssel készült színes, magyar krimi, Hajdufy Miklós rendezésében. A jeleneteket Budapesten és Bécsben forgatták.

## Cselekmény
Bécsben meggyilkolják Mario Bilotti, olasz csempészt. Az útleveléből megtudják, hogy a halála előtti három hétben állandóan Magyarország és Ausztria között ingázott. Kroner, bécsi főfelügyelő ezért felhívja budapesti barátját és kollégáját, Tóth Sándor századost, és megkéri, hogy nézzen utána milyen kapcsolatai lehetettek Bilottinak Magyarországon. Tóth rájön, hogy egy aranyat csempésző nemzetközi bandával volt az elhunytnak kapcsolata. Megkezdődik a magyar és az osztrák rendőrség közös akció a csempészek ellen, és a bűnözők akciója egymás ellen.

## Szereplők
- Kertész Péter – Tóth Sándor százados
- Szersén Gyula – Kroner főfelügyelő
- Rátóti Zoltán – Sátori hadnagy
- Tóth Enikő – Margó
- Zana József – Bruck felügyelő
- Piros Ildikó – Mária Berger
- Miklósy György – Leopold Lemminger
- Incze József – maffiozó 1.
- Jakab Csaba – maffiozó 2.
- Koltai János – Perczel György
- Gerhard Dorfer (hangja: Szacsvay László) – udvari tanácsos
- Funtek Frigyes – fiatal nyomozó
- Harkányi Endre – Eisler, ékszerész
- Orosz István – Mario Bilotti
- Hável László – bécsi hotelportás
- Soós László – pesti hotelportás
- Sir Kati – Rosie, prosti
- Martin Márta – prosti
- Varga T. József – strici
- Halmágyi Sándor – taxisofőr
- Kiss Gábor – megfigyelő